# Replit
Replit(旧Repl.it)は、アメリカ　サンフランシスコ を拠点とした企業によって運営されているオンライン統合開発環境である。
Replitを利用することにより、開発環境を構築しなくともブラウザでプログラミングを行うことが可能である。
Replitという名前はREPLに由来する。これは"Read–Evaluate–Print Loop"(読んで 解析して 出力して 繰り返す)の略である。
Amjad Masad,Faris Masad,Haya Odehらは、2016年に同社を起業した。

## 概要
Replitを使用することで、ユーザーはブラウザ上でコードを記述し、アプリやWebサイトを作成できる。
このサイトには、ライブチャットフィード技術を利用したリアルタイム共同編集機能等といった、さまざまなコラボレーション機能もある。また、 Java、Python、HTMLを含む50以上のプログラミング言語とマークアップ言語をサポートしている。
このサイトは、コードホスティングプラットフォームであるGitHubと統合されていて、
GitHubやGlitchからプロジェクトを読み込んで使用できる。 ユーザーは、Replitと同様のサービスを提供する。
Replitは元々REPL機能のみを備えていた。その後Aceエディターが実装され、柔軟性が向上した。
2017年、Replitは、Visual Studio Codeで使用されているものと同じエディタであるMonacoコードエディターに変更。
しかし、スマートフォン対応の問題により、コードエディタは2021年から2022年にかけてCodeMirrorに切り替えられた。
この決定は、Replitコミュニティからの反発と批判に見舞われるものとなった。

## 歴史
Replitは、プログラマであるAmjad Masad、Faris Masad、及びデザイナーのHayaOdehによって2016年に作成された。 
プログラマのMaxShawabkehもReplitの作成に関わっていたが、MaxShawabkehは早い段階で辞任した。
彼は、2013年と2014年に、さまざまなメディアや会社の公式Webサイトで、Amjad Masadと共同創設者としてリストされた。
Replitを作成する以前、Amjad MasadはYahooとFacebookでエンジニアリングの役割を果たし、そこで開発ツールを構築していた。また、Codecademyの設立を支援した。
彼は、作成前の10年以上にわたってReplitのアイデアを考えていた。 
2009年、彼はReplitのすべてのプログラムをPythonで作成しようとしたが、実用的ではなかった。彼はブラウザとウェブテクノロジーに大きな飛躍を遂げ
Googleドキュメントのウェブ機能に触発した。その後、ブラウザでコードを記述し、それを簡単に共有できるようにするというアイデアを考えた。
彼は2年間、HayaOdehと「pyRepl」というオープンソース製品を作成した。
この製品により、彼は言語をPythonに変換することができるようになった。
この製品は、UdacityとCodecademyのチュートリアルをよりよくした。Codecademyの初期の従業員になった後、このプロジェクトは数年後、彼とOdehがブラウザでのプログラミング環境のプロジェクトを復活させることを決定するまで延期された。
Replitができあがるにつれ、MasadとOdehは、「ブラウザでエミュレートされるものではなく、実際の環境」を考えるようになった。
焦点は最初に教育市場に向けられ、次にプロの開発者に向けられた。 
2021年3月以降、「replit.com」は、前のドメイン「repl.it」の代わりとなるドメイン名になっている。 この変更は、人々がWebサイトの名前をrepl it(リプル　イット)ではなくrep lit(リプリット)と発音するというMasadの好みに起因していた。 また、repl.itのドメインの有効期限が切れてしまうことも原因にあった。